# Арто Руотанен
Арто Сакарі Руотанен (фін. Arto Sakari Ruotanen; народився 11 квітня 1961 у м. Пюхяярві, Фінляндія) — фінський хокеїст, захисник. Член Зали слави фінського хокею (2003).
Вихованець хокейної школи «Кярпят» (Оулу). Виступав за «Кярпят» (Оулу), ГВ-71 (Єнчопінг), «Берлін Кепіталс», «Регле» (Енгельгольм), ХК «Троя-Люнгбю», ХК «Нітторпс». 
У складі національної збірної Фінляндії провів 229 матчів; учасник зимових Олімпійських ігор 1984, 1988 і 1992, учасник чемпіонатів світу 1985, 1986, 1987, 1990, 1991 і 1992, учасник Кубка Канади 1991. У складі молодіжної збірної Фінляндії учасник чемпіонату світу 1981. У складі юніорської збірної Фінляндії учасник чемпіонату Європи 1979.
Срібний призер зимових Олімпійських ігор 1988. Срібний призер чемпіонату світу (1992). Чемпіон Фінляндії (1981), бронзовий призер (1980, 1984, 1985, 1986). 
Після завершення ігрової кар'єри працював асистентом тренера ХВ-71 (Йончепінг) — 1998—2003. У 2003—2006 працював головним тренером ХК «Нітторпс».